# Cala Gat
Die Cala Gat ist eine kleine, zwischen Klippen gelegene Badebucht am östlichsten Teil Mallorcas 400 Meter nordöstlich des Hafens von Cala Rajada. 
Cala Gat heißt übersetzt „Katzenbucht“. Zu diesem Namen kam sie durch die zahlreichen streunenden Katzen, die vor allem früher in der Nähe der Bucht und in den Klippen lebten. Die Tiere ernährten sich vorwiegend von Essensresten der Strandbesucher oder von extra durch Urlauber mitgebrachtem Futter. Infolge der Eindämmung streunender Tiere durch die mallorquinischen Behörden sind heute nur noch wenige Katzen in der Bucht zu finden. Sie haben sich einige hundert Meter weiter zum Leuchtturm verzogen, wo Touristen auch heute noch reichlich Futter für die wildlebenden Tiere bereitstellen.
Die etwa 80 m lange Bucht mit feinsandigem, etwa sieben Meter breitem Strand ist von einer bewaldeten Felsküste umgeben. Da der Strand relativ stark abfällt, ist er für kleinere Kinder weniger geeignet als die
anderen Strände Cala Rajadas. 
In früheren Jahren war die Cala Gat für die vielen Seeigel bekannt, die am steinigen Rand hausten. Durch den zunehmenden Badetourismus sind diese Tiere heute weitgehend aus der Bucht verschwunden. 
Die bis zu 20 Meter tiefe Bucht bietet ein auch für Anfänger gut geeignetes Tauchgebiet. In der interessanten Unterwasserlandschaft mit Höhlen und Grotten findet sich trotz der im Mittelmeer allgemein abnehmenden Wassertierbestände ein großer Fischreichtum. So sind hier Tintenfische, blaue Neonfische, Muränen und andere ebenso heimisch wie Muscheln und Schnecken.
Unter Insidern wird die Cala Gat auch „Säuferbucht“ genannt, weil früher hier die Jugend unbemerkt Strandpartys gefeiert hat. Heute hat das aufgrund der mehr als umfangreichen Unterhaltungsmöglichkeiten im Ort stark nachgelassen. Zur touristenorientierten Infrastruktur gehören unter anderem Hotel, Strandliegen und eine kleine Strandbar.